# Agongointo
Agongointo ist ein Arrondissement im Departement Zou im westafrikanischen Staat Benin. Es ist eine Verwaltungseinheit, die der Gerichtsbarkeit der Kommune Bohicon untersteht.

## Demografie und Verwaltung
Gemäß der Volkszählung 2013 des beninischen Statistikamtes INSAE hatte das Arrondissement 8982 Einwohner, davon waren 4275 männlich und 4707 weiblich.
Von den 66 Dörfern und Quartieren der Kommune Bohicon entfallen vier auf Agongointo: Fléli, Manaboè, Zakanmè und Zoungoudo.